# AGOVV in het seizoen 1963/64
Het seizoen 1963/1964 was het 10e jaar in het bestaan van de Apeldoornse betaaldvoetbalclub AGOVV. De club kwam uit in de Tweede divisie B en eindigde daarin op de achtste plaats. Tevens deed de club mee aan het toernooi om de KNVB beker, hierin werd in de eerste ronde, na verlenging, verloren van Fortuna Vlaardingen (2–3).

## Wedstrijdstatistieken

### Tweede divisie B
|       | Baronie | D.F.C. | De Graafschap | Helmondia '55 | Hermes DVS | Limburgia | LONGA | N.E.C. | NOAD  | Roda JC | SVV   | Vitesse | Wageningen | Wilhelmina | Xerxes |
| ----- | ------- | ------ | ------------- | ------------- | ---------- | --------- | ----- | ------ | ----- | ------- | ----- | ------- | ---------- | ---------- | ------ |
| Thuis | 1 – 3   | 0 – 1  | 4 – 1         | 4 – 3         | 2 – 1      | 2 – 3     | 2 – 1 | 1 – 1  | 3 – 2 | 1 – 2   | 4 – 1 | 2 – 3   | 2 – 0      | 11 – 1     | 1 – 0  |
| Uit   | 3 – 1   | 0 – 0  | 2 – 2         | 7 – 2         | 2 – 0      | 3 – 1     | 2 – 0 | 1 – 1  | 4 – 0 | 3 – 1   | 3 – 3 | 1 – 1   | 2 – 4      | 1 – 2      | 5 – 1  |

### KNVB Beker
| 1e ronde                                       | AGOVV                                | 2 – 3 (2 – 1, 2 – 2) Na verlenging | Fortuna Vlaardingen                                    |
| 29 september 1963 Plaats: Apeldoorn Berg & Bos | Joop Stevens 38' Wim Bleijenberg 39' |                                    | 25' Jan Bouman 72' Kees Blankenstein 106' Jan Baksteen |

## Statistieken AGOVV 1963/1964

### Eindstand AGOVV in de Nederlandse Tweede divisie B 1963 / 1964
| Stand | Gespeeld | Gewonnen | Gelijk | Verloren | Punten | Doelpunten voor | Doelpunten tegen |
| ----- | -------- | -------- | ------ | -------- | ------ | --------------- | ---------------- |
| 8e    | 30       | 11       | 6      | 13       | 28     | 59              | 62               |

### Topscorers
| #                | Naam                         | Goal |
| ---------------- | ---------------------------- | ---- |
| 1.               | Wim Bleijenberg              | 17   |
| 2.               | Theo Slijkhuis               | 10   |
| 3.               | Freek Kraijer                | 9    |
| 4.               | Jaap Vellekoop               | 6    |
| 5.               | Henk Kanselaar               | 4    |
| 5.               | Tibor Lőrincz                | 4    |
| 7.               | Herman de Jong               | 3    |
| 8.               | Jan Brouwer                  | 2    |
| 9.               | Kees Nijdeken                | 1    |
| 9.               | A.T. Teunissen               | 1    |
| Eigen doelpunten |                              |      |
| -                | Frans van der Heide (Xerxes) | 1    |
| -                | Ton van Leeuwen (SVV)        | 1    |
| Totaal           | Totaal                       | 59   |

| #      | Naam            | Goal |
| ------ | --------------- | ---- |
| 1.     | Wim Bleijenberg | 1    |
| 1.     | Joop Stevens    | 1    |
| Totaal | Totaal          | 2    |